# Mốc

Mốc mọc trên quả đào. Mỗi hình được chụp định kỳ 12 tiếng trong 6 ngày

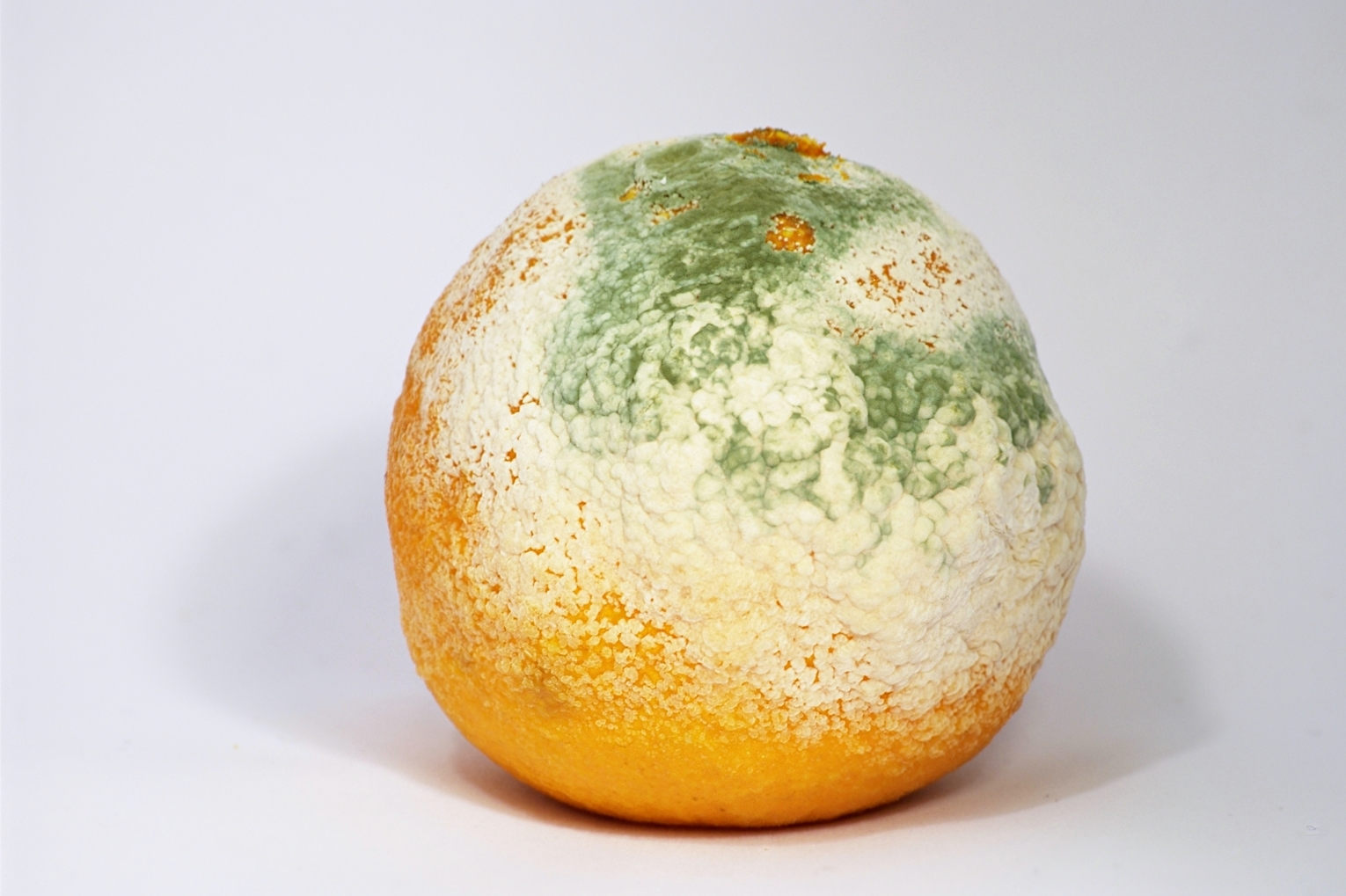
Mốc phát triển trên một quả cam

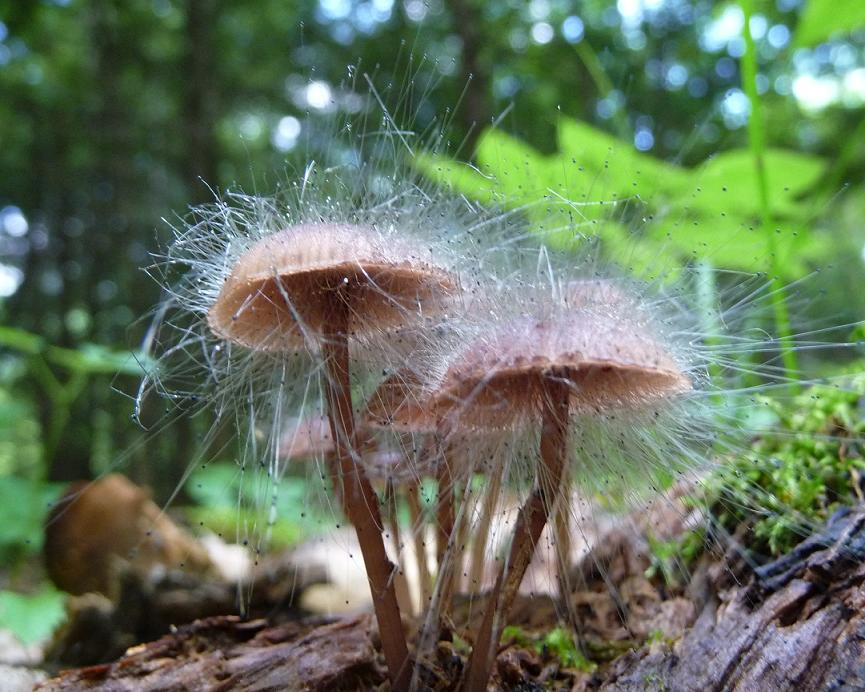
Mốc Spinellus fusiger phát triển trên nấm Mycena haematopus

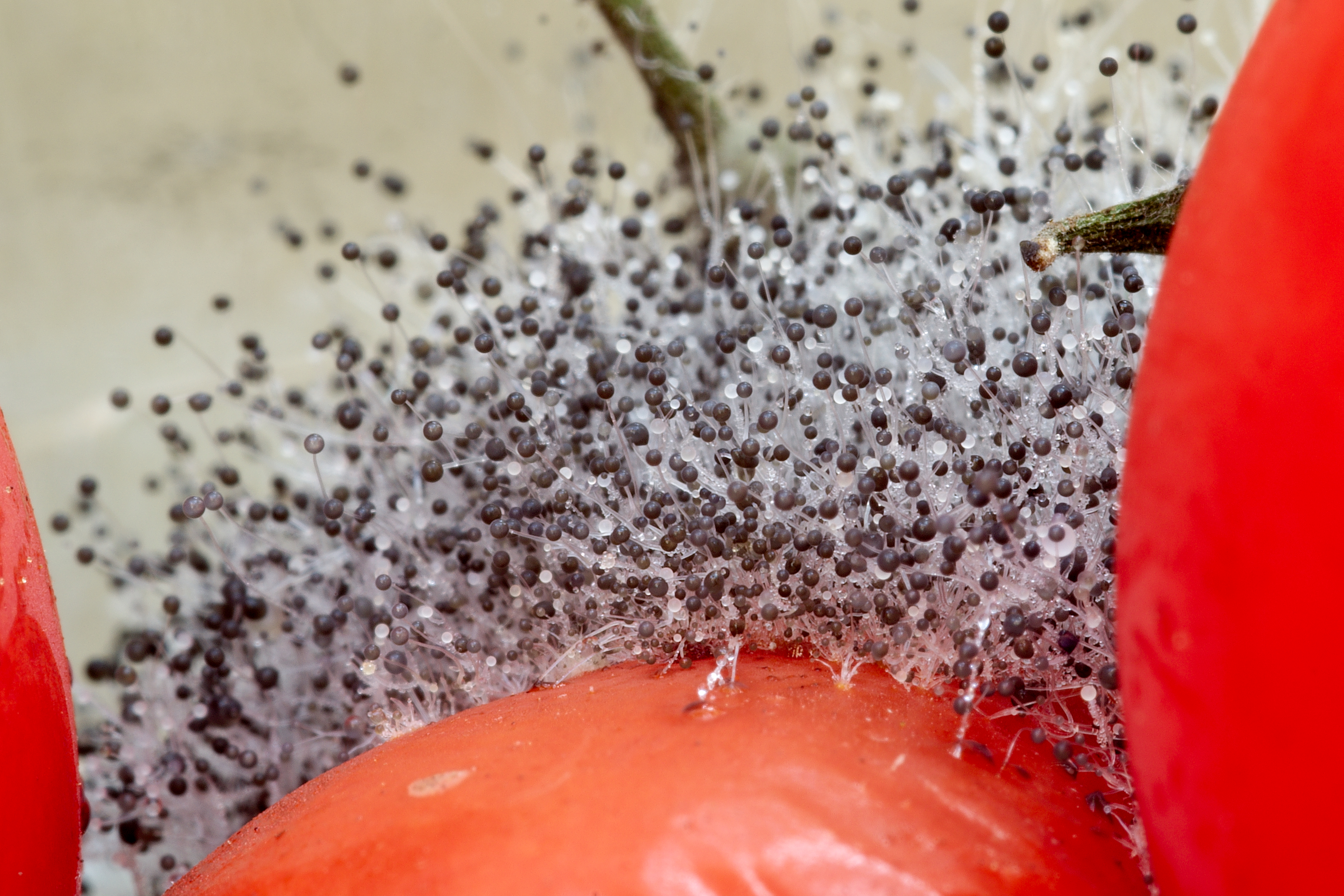
Cà chua bị mốc

Mốc (Mold / Mould) là một loại nấm mọc dưới dạng sợi nhỏ đa bào được gọi là sợi nấm (hyphae). Trái lại, nấm mà có thể phát triển dưới dạng đơn bào thì được gọi là nấm men.
Mốc là chủng loài nấm lớn và đa dạng về mặt phân loại, khi mà sự phát triển của sợi nấm làm chúng mất đi màu sắc và có dạng xù xì, đặc biệt là trên thực phẩm. Mạng lưới của những sợi nấm dạng ống này được gọi là thể sợi, được xem là một cơ thể duy nhất. Sợi nấm thường là trong suốt, vì vậy mà thể sợi trông giống như là những sợi chỉ mịn và xù xì bao phủ trên bề mặt. Các vách ngăn (septa) có thể phân chia những ngăn nhỏ liên kết với nhau dọc theo sợi nấm, mỗi ngăn có chứa một hoặc nhiều nhân tế bào giống nhau về mặt di truyền. Kết cấu giống như bụi của nhiều loại mốc là do sự tạo thành vô số các bào tử vô tính (conidia) bởi sự phân hóa ở cuối sợi nấm. Kiểu tạo thành và hình dạng của những bào tử này thường được dùng để phân loại mốc. Nhiều loại bào tử này có màu sắc, làm cho nấm trông rõ ràng hơn khi xem vào giai đoạn này trong vòng đời của nó.
Mốc được xem là vi khuẩn và không hình thành sự phân loại đặc thù hay nhóm phát sinh loài, nhưng có thể được tìm thấy trong ngành Zygomycta và Ascomycota. Trong quá khứ, hầu hết các loại mốc đều được phân loại vào Deuteromycota.
Mốc gây ra sự phân hủy các vật chất tự nhiên, mà có thể rất phiền phức khi chúng làm hỏng thực phẩm và gây hư hại tài sản. Chúng cũng đóng vai trò quan trọng trong khoa học và kỹ thuật sinh học thực phẩm trong việc sản xuất các loại thực phẩm đa dạng, thức uống, kháng sinh, dược phẩm và enzym. Một số căn bệnh ở động vật và người là do một vài loại mốc nhất định gây ra: có thể là do dị ứng với bào tử mốc, do sự phát triển của các loại mốc gây bệnh trong cơ thể, hoặc từ hiệu ứng của việc ăn hay hít phải chất độc (mycotoxin) sinh ra bởi mốc.

## Sinh học
Có đến hàng ngàn loại mốc mà con người đã biết, đa dạng hóa về cách tồn tại, bao gồm saprotroph, mesophile, psychrophile và thermophile cùng rất ít loài gây bệnh cơ hội cho con người. Tất cả chúng đều cần hơi ẩm để phát triển và một số sống trong các môi trường có nước. Như các loài nấm, mốc chuyển hóa năng lượng không phải từ quá trình quang hợp mà là từ vật chất hữu cơ mà chúng sống trên đó, sử dụng hình thức dị dưỡng. Tiêu biểu, mốc sẽ tiết ra những enzym thủy phân, chủ yếu từ đầu sợi nấm. Những enzym này sẽ phân rã các polyme sinh học phức tạp chẳng hạn như tinh bột, cellulose và lignin thành những hợp chất đơn giản hơn mà có thể được hấp thụ bởi sợi nấm. Theo cách này, mốc đóng một vai trò rất quan trọng trong việc gây ra sự phân hủy các vật chất hữu cơ, cho phép tái tạo các dưỡng chất xuyên suốt hệ sinh thái. Nhiều loài mốc cũng tổng hợp mycotoxin và siderophore, mà kết hợp cùng với các enzym phân hủy, kềm chế sự phát triển của những vi sinh vật cạnh tranh. Mốc cũng có thể phát triển trên thực phẩm dự trữ cho người và động vật, làm thực phẩm trở nên ôi thiu hoặc có độc chất và do đó sẽ là sự mất mát thực phẩm lớn và nguồn bệnh tiềm tàng. Nhiều cách bảo quản thực phẩm (ướp muối, muối chua, làm mứt, đóng chai, đông lạnh, làm khô) là để ngăn cản hoặc làm chậm sự phát triển của mốc cũng như của các vi khuẩn khác.
Mốc sinh sản bằng cách tạo ra một lượng lớn các bào tử nhỏ, mà có thể chứa một nhân hoặc nhiều nhân. Bào tử mốc có thể là vô tính (sự tạo thành mitosis) hoặc hữu tính (sự tạo thành meiosis); nhiều loài có thể tạo ra cả hai loại bào tử. Một số loài mốc tạo ra các bào tử nhỏ kỵ nước mà thích nghi với sự phân tán bởi gió nên chúng có thể bay trên không rất lâu; ở một số khác thì vách tế bào có màu tối, giúp chống lại tác hại bởi bức xạ cực tím. Những loại bào tử khác thì có lớp vỏ nhầy ở bên ngoài và phù hợp hơn với hình thức phân tán bởi nước. Bào tử mốc thường là tế bào đơn bào dạng hình cầu hay hình trứng, nhưng cũng có thể là đa bào và có nhiều hình dạng khác nhau. Bào tử có thể bám lên quần áo hoặc lông; một số có thể sống sót ở điều kiện nhiệt độ và áp suất cực độ.
Dù rằng mốc có thể phát triển trên vật chất hữu cơ đã chết ở khắp nơi trong tự nhiên, sự hiện diện của chúng chỉ được nhận ra bởi mắt thường khi mà chúng đã hình thành tập đoàn lớn. Một tập đoàn mốc không bao gồm những cơ thể riêng biệt mà là một mạng lưới sợi nấm nối liền với nhau gọi là thể sợi. Tất cả mọi sự phát triển đều diễn ra tại đầu sợi nấm, với tế bào chất và hạt cơ quan trôi về trước khi mà sợi nấm tiến lên trên hay xuyên qua nguồn thực phẩm mới. Dưỡng chất được hấp thụ tại đầu sợi nấm. Ở trong môi trường nhân tạo chẳng hạn như các tòa nhà, độ ẩm và nhiệt độ thường ổn định đủ để tăng cường sự phát triển cho những tập đoàn mốc, thường được thấy dưới dạng một lớp bao phủ giống như những sợi lông mọc trên thực phẩm hoặc những bề mặt khác.
Rất ít loài mốc có thể bắt đầu phát triển tại nhiệt độ 4 độ C (39 độ F) hoặc thấp hơn, vì vậy mà thực phẩm thường được làm lạnh ở nhiệt độ này. Khi những điều kiện không cho phép sự phát triển diễn ra, mốc có thể tồn tại ở trạng thái tiềm sinh tùy vào chủng loài, trong tầm nhiệt độ khá lớn. Nhiều chủng loại mốc khác nhau rất đa dạng tùy vào sự chịu đựng nhiệt độ và độ ẩm cực độ. Một số loài mốc nhất định có thể sống sót trong những điều kiện khắc nghiệt chẳng hạn như những vùng đất bị tuyết bao phủ ở Nam Cực, điều kiệu đông lạnh, những dung môi có tính axit cao, xà phòng kháng khuẩn và kể cả những sản phẩm từ xăng dầu chẳng hạn như xăng máy bay.:22
Mốc Xerophile có thể phát triển trong những môi trường tương đối khô, mặn hay có đường, nơi mà hoạt độ nước thấp hơn 0.85; những loại mốc khác cần nhiều độ ẩm hơn.

## Các loại mốc thông thường

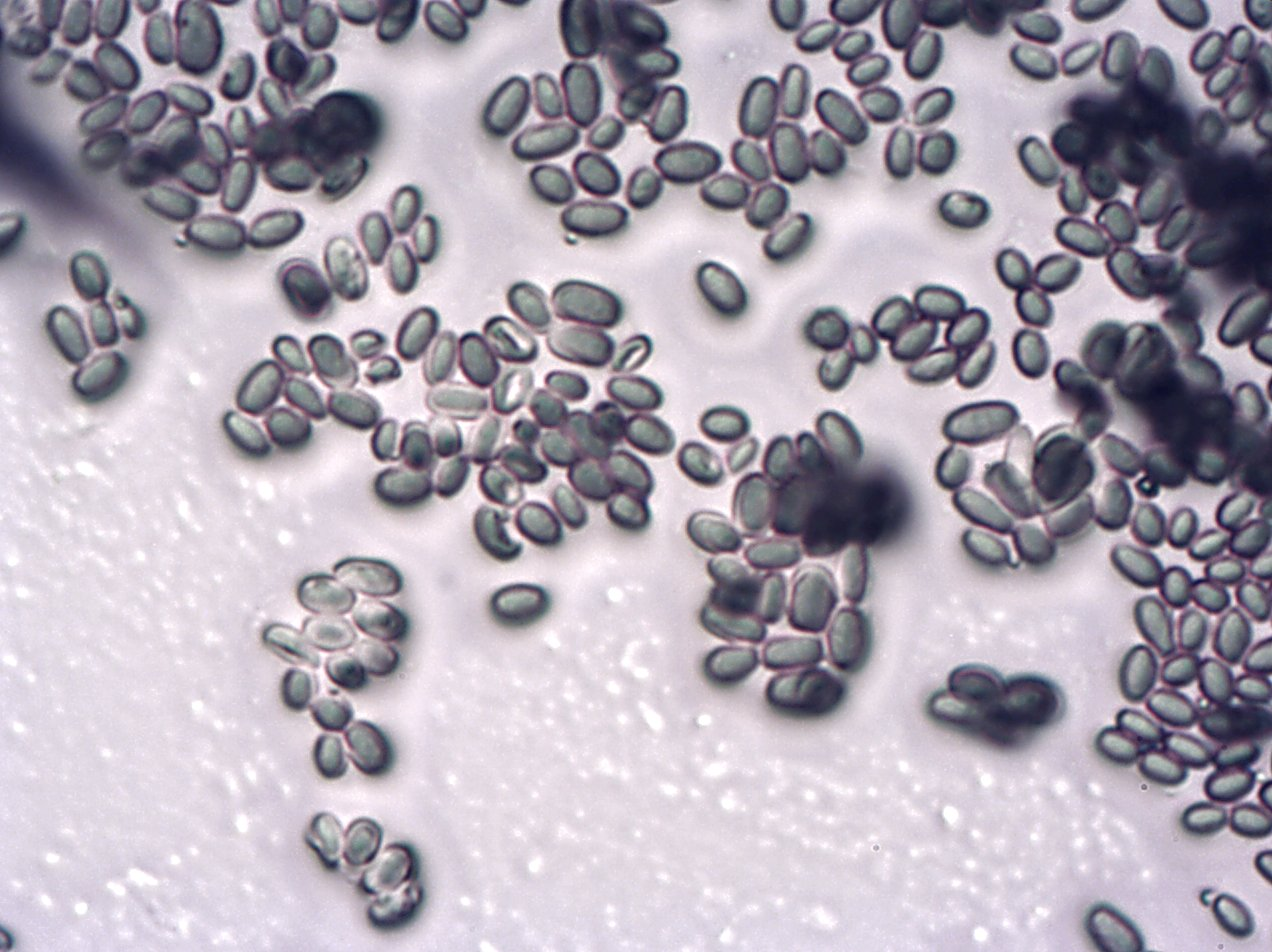
Bào tử mốc xanh phát triển trên một quả cam, hình ảnh phóng to 1000 lần

Các loại mốc thường thấy:
- Acremonium
- Alternaria
- Aspergillus
- Cladosporium
- Fusarium
- Mucor
- Penicillium
- Rhizopus
- Stachybotrys
- Trichoderma
- Trichophyton

## Sản xuất thực phẩm
Mốc Koji là một nhóm của chủng loài Aspergillus, đáng chú ý là Aspergillus oryzae, và sau đó là A. sojae, đã được nuôi cấy ở vùng Đông Á trong hàng thế kỷ. Chúng được sử dụng để làm lên men hỗn hợp đậu nành và bột mì để làm miso và xì dầu. Mốc Koji phân rã tinh bột trong gạo, đại mạch, khoai lang …,quy trình đó được gọi là thủy phân, ứng dụng trong sản xuất rượu sake, Shōchū và những loại rượi chưng cất khác. Mốc Koji cũngđược sử dụng để chế biến cá bào.
Gạo đỏ lên men là một sản phẩm của mốc Monascus Purpureus khi nó phát triển trên gạo, và khá phổ biến trong những khẩu phần ăn ở châu Á. Men có chứa vài hợp chất được biết là monacolin, được cho là có thể ngăn cản sự tổng hợp cholesterol. Một nghiên cứu cho thấy rằng gạo đỏ lên men khi được sử dụng làm thực phẩm chức năng, kết hợp với dầu cá và thay đổi cách sống lành mạnh, có thể giúp giảm lượng cholesterol hiệu quả như một vài loại thuốc statin nhất định.
Một số loại xúc xích, chẳng hạn như salami, kết hợp với việc cấy nấm mốc để làm tăng hương vị và giảm sự hình thành vi khuẩn trong suốt quá trình lên men.Vi dụ như Penicillium nalgiovense có thể xuất hiện dưới dạng một lớp phủ màu trắng dạng bột trên một số xúc xích lên men phơi khô.
Những loại mốc khác mà được sử dụng trong chế biến thức ăn bao gồm:
- Fusarium venenatum – quorn
- Geotrichum candidum – Pho mát
- Neurospora sitophila – oncom
- Penicillium spp. – Nhiều loại pho mát đa dạng như pho mat Brie và pho mát xanh
- Rhizomucor miehei – Enzym rennet để làm các loại pho mat chay và những loại pho mat khác.
- Rhizopus oligosporus – tempeh

## Các loại dược phẩm làm từ mốc
Sự phát hiện ra kháng sinh penicillin một cách tình cờ của Alexander Fleming, có liên quan đến một loại mốc Penicillium gọi là Penicillium notatum (dù rằng tên của loại mốc này vẫn còn đang tranh cãi là Penicillium chrysogenum hay Penicillium ruben). Fleming đã tiếp tục nghiên cứu Penicillin, cho thấy rằng nó có thể ngăn chặn nhiều loại vi khuẩn được tìm thấy trong những căn bệnh nhiễm trùng hay những chứng bệnh thông thường khác, nhưng ông đã không thể tạo ra đủ lượng hợp chất cần thiết để sản xuất được thuốc. Công việc của ông được mở rộng bởi một nhóm tại Đại học Oxford. Nhóm này cũng đã không thể tạo ra được hợp chất tinh khiết ở lượng lớn, và nhận ra rằng quá trình tinh khiết hóa đã làm giảm đi hiệu quả của thuốc và vô hiệu hóa tính chất kháng khuẩn của nó.
Howard Walter Florey, Ernst Chain, Norman Heatley, Edward Abraham, cũng ở tại Oxford, đã tiếp tục việc nghiên cứu này. Họ tăng cường và phát triển kỹ thuật tăng nồng độ bằng cách sử dụng các dung dịch hữu cơ chứ không dùng nước, và đã tạo nên "đơn vị Oxford" để đo lường nồng độ penicillin trong dung dịch. Họ đã xoay xở được để làm tinh khiết dung dịch, tăng nồng độ của nó lên 45 – 50 lần. Những thí nghiệm được thực hiện và kết quả được công bố và năm 1941, dù rằng lượng Penicillin tạo ra không phải luôn đủ dùng cho yêu cầu điều trị. Và khi ấy là thời điểm Thế chiến II, Florey tìm đến sự hỗ trợ từ chính quyền Hoa Kỳ. Cùng với nhóm nghiên cứu ở Anh và một vài người từ Hoa Kỳ, việc sản xuất penicillin tinh thể hóa theo quy mô công nghiệp đã được phát triển trong suốt khoảng thời giaan 1941-1944 bởi Bộ Nông nghiệp Hoa Kỳ và Pfizer.
Vài loại thuốc giảm cholesterol dạng statin cũng được chuyển hòa từ nấm mốc.
Thuốc ức chế miễn dịch cyclosporine, sử dụng để ức chế sự đào thải khi ghép tạng, được chiết xuất từ mốc Tolypocladium inflatum.

## Ảnh hưởng đến sức khỏe
Nấm mốc có mặt ở khắp nơi, và bào tử của chúng là thành phần thường thấy của các loại bụi trong nhà và nơi làm việc; tuy nhiên, khi bào tử mốc hiện diện với lượng lớn, chúng có thể là một mối nguy hại đến sức khỏe con người, có tiềm năng gây ra các phản ứng dị ứng và các vấn đề về hô hấp.
Một số loài mốc cũng sinh ra độc tố nấm (mycotoxin) mà có thể là những rủi ro đến sức khỏe con người và động vật. Một vài nghiên cứu khẳng định rằng việc tiếp xúc với độc tố nấm liều cao có thể dẫn đến các vấn đề về thần kinh và một số trường hợp là tử vong. Tiếp xúc lâu dài, ví dụ như hàng ngày ở nhà, có thể gây hại nhiều. Nghiên cứu trên những ảnh hưởng sức khỏe từ mốc vẫn chưa được kết luận. Thuật ngữ "mốc độc hại" nói đến các loài mốc sinh ra độc tố nấm, chẳng hạn như Stachybotrys chartarum, và không nói đến toàn bộ nấm mốc.
Nấm mốc ở trong nhà thường có thể được tìm thấy ở những nơi ẩm ướt, tối tăm, ví dụ như phòng tắm hay nhà bếp, kho chứa đồ bừa bộn, những khu vực vừa bị lũ lụt, khu vực tầng hầm, khu vực có hệ thống đường ống nước, khu vực hạn chế lưu thông không khí và ở bên ngoài môi trường ẩm ướt. Các triệu chứng gây ra bởi dị ứng nấm mốc là mắt bị kích thích và chảy nước, ho mãn tính, đau đầu hoặc nhức nửa đầu, khó thở, ngứa ngáy, mệt mỏi, các vấn đề về xoang, nghẹt mũi và nhảy mũi thường xuyên.
Nấm mốc cũng có thể là một mối nguy hiểm đến người và động vật nếu ăn phải một số loài khi chúng phát triển trên thực phẩm. Một số loài tạo ra chất chuyển hóa thứ cấp, gọi chung là độc tố nấm, bao gồm Aflatoxin, Ochratoxin, Fumonisin, Trichothecene, Citrinin, và Patulin. Tính chất của những độc tố nấm có thể được sử dụng vì mục đích có lợi cho con người khi mà độc chất được sử dụng chống lại các sinh vật khác; ví dụ như Penicillin có thể ảnh hưởng đến sự phát triển của vi khuẩn Gam dương (như Clostridium), spirochete và vài loài nấm

## Mốc phát triển trong các tòa nhà và nhà ở

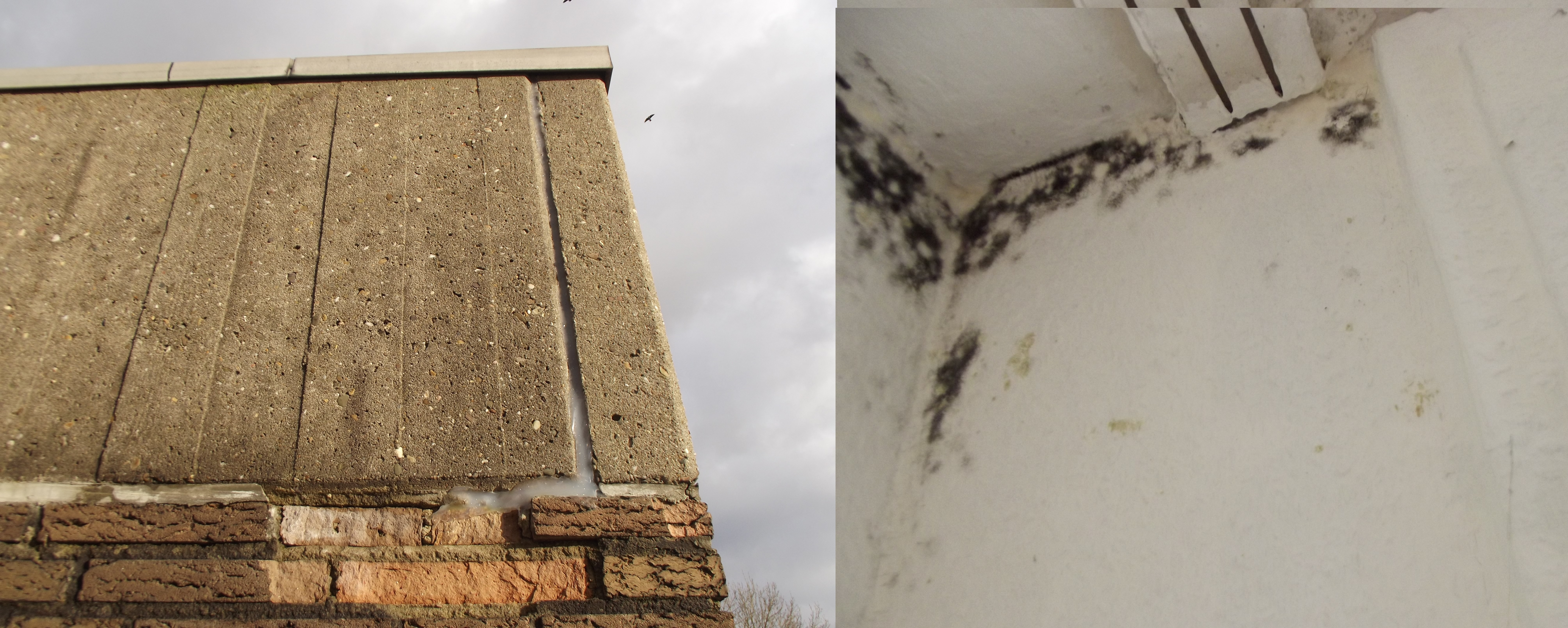
Góc nhà bị mốc ở trong và bên ngoài

Mốc phát triển trong các tòa nhà có thể gây ra nhiều vấn đề sức khỏe nghiêm trọng. Có nhiều cách để giảm các vấn đề về mốc, nhưng quan trọng nhất là giảm độ ẩm mà có thể giúp mốc phát triển. Loại bỏ các vật dụng bị ảnh hưởng sau khi nguồn ẩm đã được giảm đi và / hay giảm hẳn có thể cần thiết cho sự phục hồi.

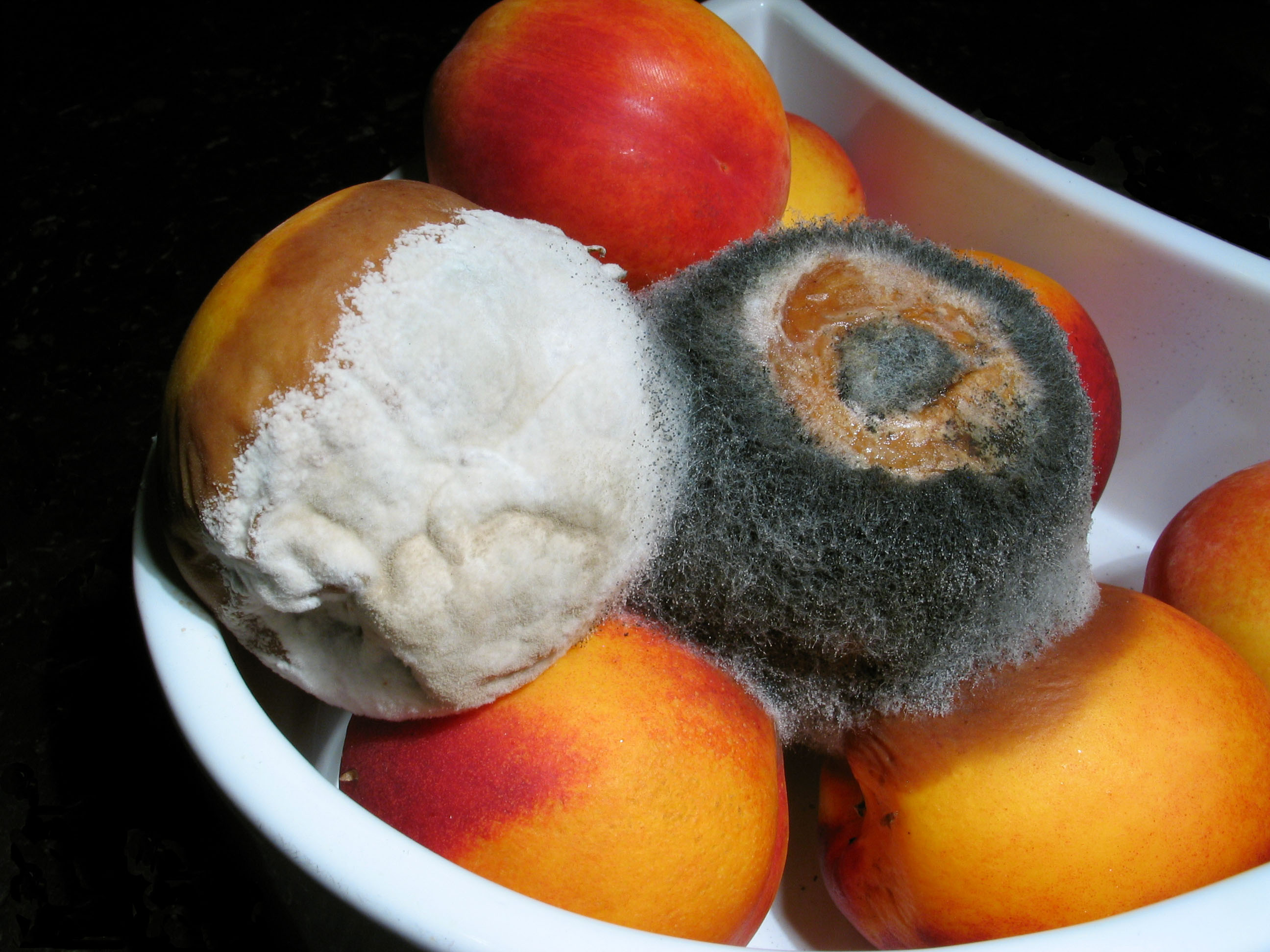
Đào mốc
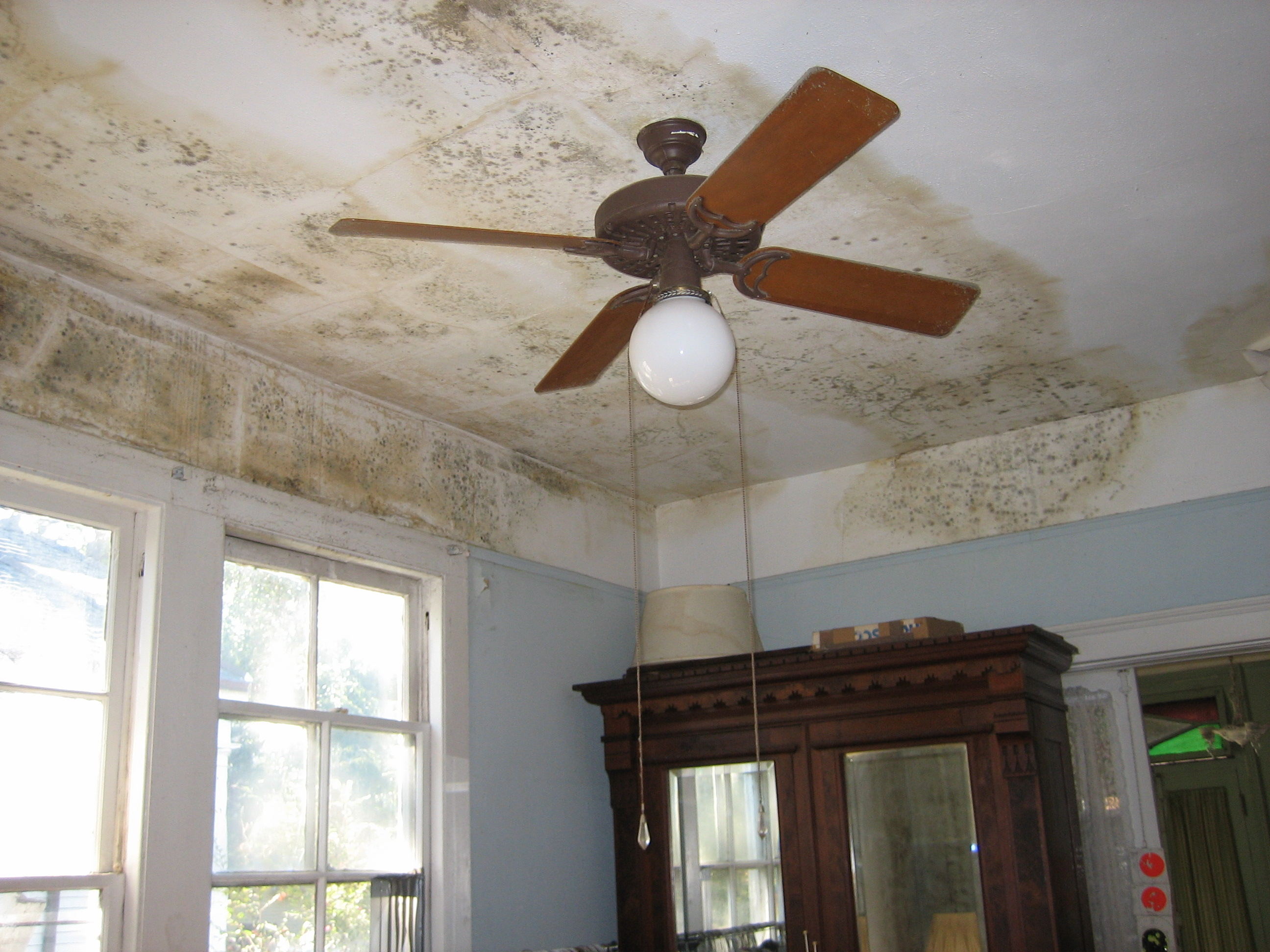
Mốc trên trần nhà
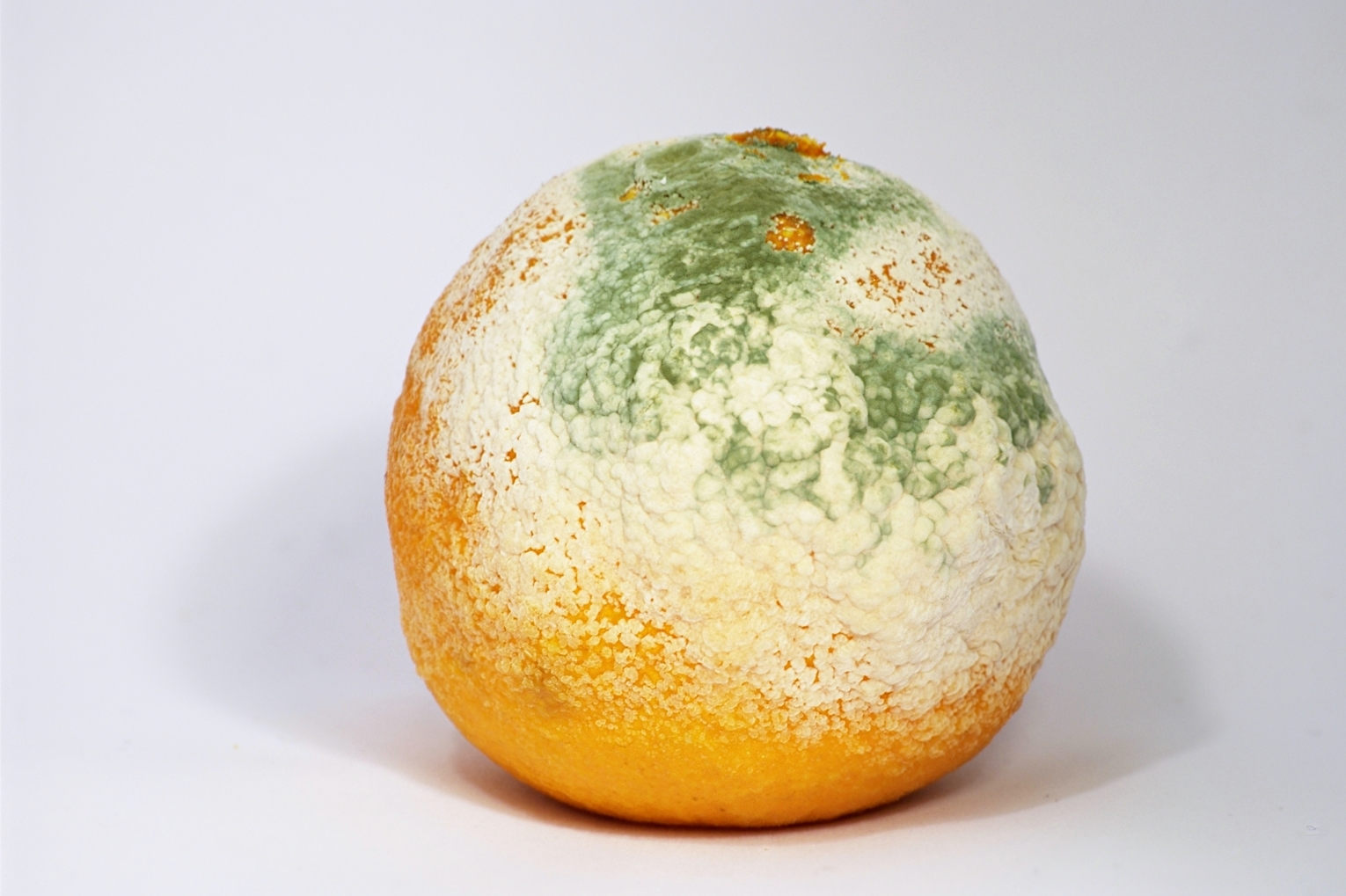
Thức ăn bị Mốc.
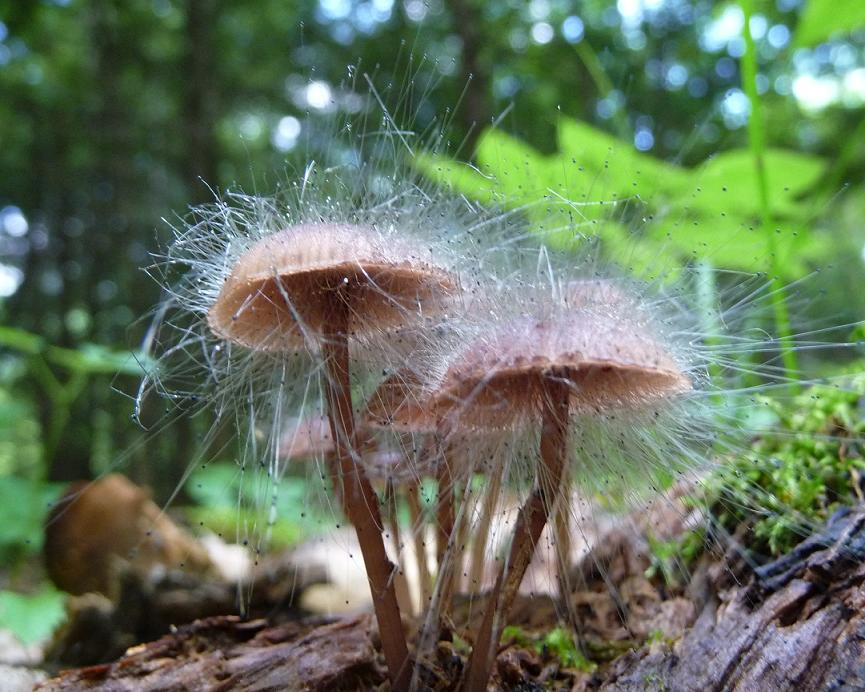
Spinellus fusiger mọc trên nấm
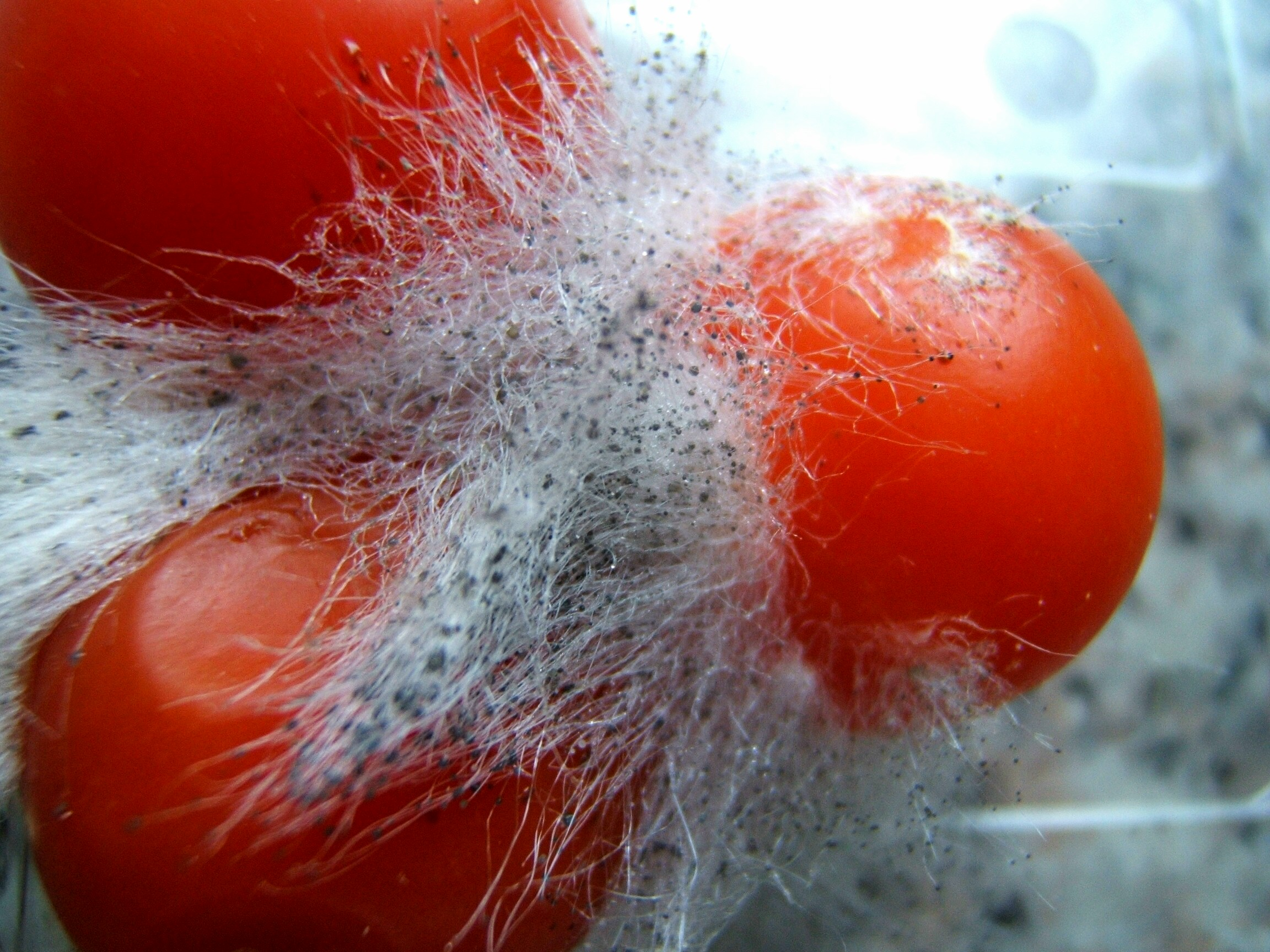
Cà mốc
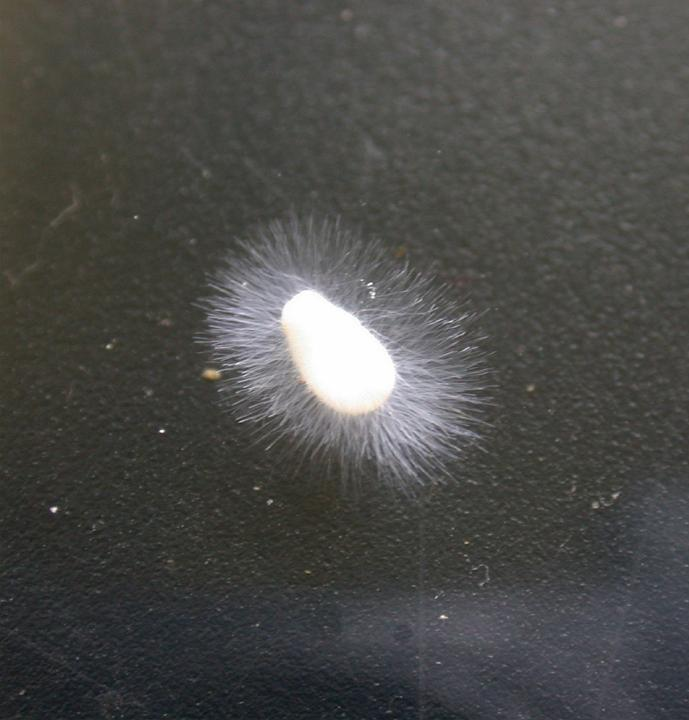
mốc Mizukabi